# Joseph Friedrich Ernst, Prinț de Hohenzollern-Sigmaringen
Prințul Joseph Friedrich Ernst Karl Anton Meinrad de Hohenzollern-Sigmaringen (24 mai 1702, Sigmaringen – 8 decembrie 1769, Castelul Haag, Haigerloch) a fost al cincilea Prinț de Hohenzollern-Sigmaringen. A domnit din 1715 până în 1769. A fost strămoșul pe linie paternă a primului rege al României, Carol I.

## Biografie
Joseph a fost fiul cel mare al Prințului Meinrad al II-lea de Hohenzollern-Sigmaringen (1673–1715) și al soției acestuia, Johanna Katharina (1678–1759), fiica contelui Johann Anton I de Montfort-Tettnang.
Inițial a fost crescut de mama sa. În timpul turbulențelor din timpul Războiului Succesiunii Spaniole, familia s-a mutat la reședința tatălui din Viena. Joseph și-a continuat educația la Viena după ce părinții săi s-au întors în Sigmaringen în 1714. După decesul tatălui său în 1715, el a succedat ca Prinț de Hohenzollern-Sigmaringen. Totuși, cum era minor, mama sa a fost regentă până în 1720. Cu puțin timp înainte de 1720, Joseph a intrat în armata austriacă unde a deținut rangul de general de cavalerie.

## Căsătorii și copii
La Oettingen la 20 mai 1722 Joseph s-a căsătorit prima dată cu Maria Franziska Louise (21 mai 1703 – 29 noiembrie 1737), fiica Prințului Franz Albrecht de Oettingen-Spielberg, care i-a adus o avere considerabilă. Cuplul a avut șase copii:
- Karl Friedrich (9 ianuarie 1724 – 20 decembrie 1785), Prinț de Hohenzollern-Sigmaringen.
- Maria Johanna (13 noiembrie 1726 – 9 aprilie 1793), călugăriță la Buchau.
- Maria Amalia Franziska (8 mai 1729 – 4 martie 1730).
- Meinrad Ferdinand Joseph (20 octombrie 1732 – 8 iunie 1733).
- Maria Anna Theresia (n./d. 16 august 1736).
- un fiu (n./d. 29 noiembrie 1737).

La 5 iulie 1738 Joseph s-a căsătorit a doua oară cu Maria Judith Katharina Philippina (30 aprilie 1718 – 9 mai 1743), fiica contelui Franz Anton de Closen, baron de Arnstorf. Ei au avut trei copii:
- Karl Albrecht Joseph (24 martie 1741 – 23 mai 1741).
- Maria Amalia Josepha (29 mai 1742 – 27 august 1742).
- Maria Theresia Philippina (15 aprilie 1743 – 11 august 1743).

La 22 octombrie 1743 Joseph s-a căsătorit a treia oară cu Maria Tereza (3 martie 1696 – 7 mai 1761), fiica contelui Franz Christoph de Waldburg at Trauchburg. 
- Nu au avut copii.